# Шон Паркер
Шон Паркер (англ. Sean Parker; нар. 3 грудня 1979) — інтернет-підприємець, відомий як співзасновник Napster, Plaxo, а також Facebook.

## Біографія
Коли Шону було 7 років, батько навчив його програмуванню. У віці 16 років його заарештували за хакінг. Паркер у той час зламував сайти компаній зі списку Fortune 500. Але одного разу вночі, коли Шон зламував черговий сайт, його батько, розсердившись, відняв у нього клавіатуру, і він не встиг вилогуватися. У 1999 році Шон уперше став відомий завдяки допомозі у створенні Napster своєму ще більш молодому другу, Шону Феннінгу. Napster — пірингова мережа для обміну музичними файлами. Цей сервіс перевернув усю музичну індустрію. У 24 роки він зустрівся з Марком Цукербергом в Пало-Альто і згодом став президентом Facebook. У 2005 році Шон був відсторонений від роботи в Facebook через звинувачення у зберіганні кокаїну. На 15 серпня 2012 володів 3.2% акцій компанії.

## Facebook
Після літньої зустрічі Марка Цукерберга і Шона Паркера починається ривок Facebook. Шон стає президентом компанії і виводить її на інвесторів. Пітер Тіль став першим інвестором цієї соціальної мережі. Після того як Паркера звинуватили в зберіганні кокаїну, він покинув компанію.

## Соціальна мережа фільм
Шон Паркер був одним з персонажів фільму «Соціальна мережа» (2010) режисера Девіда Фінчера, завдяки чому ним серйозно зацікавилися журналісти. Роль Паркера у фільмі зіграв Джастін Тімберлейк.